# Dąb Mieszko I
Dąb Mieszko I – dąb szypułkowy, pomnik przyrody, jedno z najstarszych drzew w Polsce (ok. 600 lat). Najstarszy oraz drugi (po Upartym Mazurze) pod względem wielkości dąb szypułkowy na Mazowszu. 
Drzewo rośnie w warszawskiej dzielnicy Ursynów, przy odcinku ul. Nowoursynowskiej przebiegającym przy Lesie Natolińskim.

## Opis
Mieszko I ma ok. 600 lat. Jest najstarszym drzewem-pomnikiem przyrody w Warszawie i najstarszym dębem w województwie mazowieckim. Był wielokrotnie poddawany pracom konserwatorskim i pielęgnacyjnym.
Drzewo ma wysokość 18 m. Obwód jego pnia wynosi, według różnych źródeł, 843-846 cm (na wysokości 1,3 m). Na tablicy informacyjnej umieszczonej przy dębie przez Biuro Ochrony Środowiska Urzędu m.st. Warszawy widnieje informacja o obwodzie 864 cm (także na wysokości 1,3 m) i średnicy korony 10 m. 
Mieszko I ma skręcony w dolnej części pień, niską o nieregularnym układzie koronę o średnicy 12 m, którą w górnej części opinają stalowe linki. Większość korony obumarła i stopniowo się wyłamała; przy życiu pozostał jednak bardzo gruby konar rosnący od strony południowej. Znajdującą się w pniu dziuplę wypełniono cegłami i cementem. Było to zgodne z ówczesnymi zaleceniami konserwatorskimi, jak również miało chronić drzewo przed wandalami, którzy mieli zwyczaj rozpalać ogniska i wrzucać śmieci do wnętrza spróchniałego pnia.
W nocy z 16 na 17 czerwca 2019 Mieszko I uległ pożarowi. 17 czerwca przed południem część drzewa ponownie zaczęła płonąć i wezwani strażacy dogaszali ogień. Spaleniu uległa głównie martwa część dębu. W lipcu 2019 nie było wiadomo, czy wysoka temperatura wpłynęła na fizjologię drzewa. Pod koniec 2019 Mieszko I został objęty monitoringiem. W lutym 2020 postępowanie w sprawie podpalenia drzewa zostało umorzone z powodu niewykrycia sprawcy. Wiosną 2020 roku dąb wypuścił liście.

### Konserwacja
W latach 1972–1974 przeszedł konserwację, po której umieszczono na nim tabliczkę informacyjną: Dąb Mieszko I Ostaniec Puszczy Mazowieckiej wiek około 1000 lat. Uratowany przed zagładą dzięki konserwacji wykonanej specjalnymi metodami w latach 1972–1974 przez Zjednoczone Zespoły Gospodarcze „Inco”. Podana na tabliczce informacja o wieku drzewa jest błędna – późniejsze badania wykazały, że drzewo jest młodsze.
W 1994 dąb posiadał jeszcze zieloną koronę. W 1997 ¾ drzewa zajmowały suche konary. W latach 1996–1997 w Prokuraturze Rejonowej Warszawa-Mokotów toczyło się postępowanie m.in. w sprawie zaniedbań dotyczących opieki nad dębem. 30 września 1997 prokuratura poinformowała, że Mieszko I tak jak i inne drzewa, których dotyczyła sprawa, są pod stałą opieką konserwatora, a przeprowadzone postępowanie nie potwierdziło faktu, jakoby funkcjonariusze odpowiedzialni za opiekę nad pomnikami przyrody przyczynili się do ich zniszczenia.
Jedyny zdrowy konar rosnący od strony południowej jest podtrzymywany przez stalowe podpory. W 2015 wykonano kolejną konserwację podczas której m.in. zbudowano całkowicie nowe podpory i założono pasy podtrzymujące koronę dębu.

## Galeria

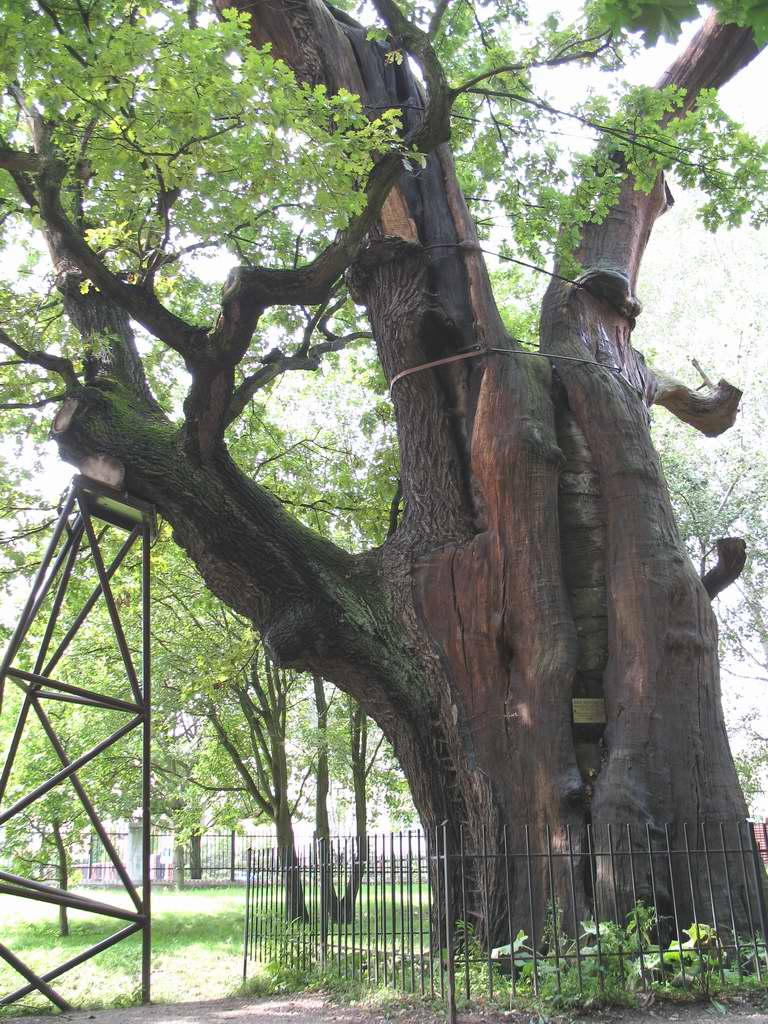
Mieszko I w 2006
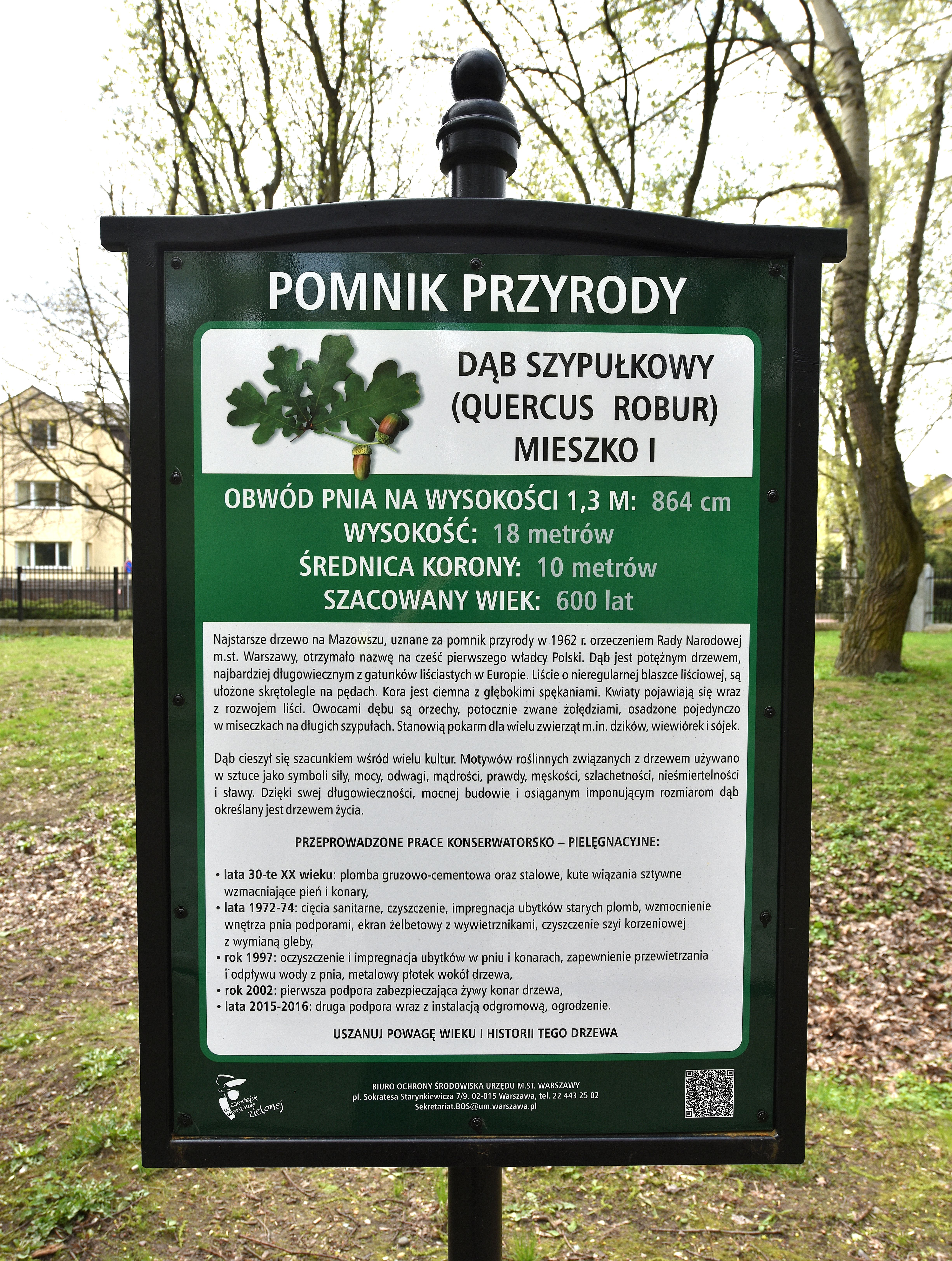
Tablica informacyjna Biura Ochrony Środowiska Urzędu m.st. Warszawy m.in. z listą prac konserwatorsko-pielęgnacyjnych
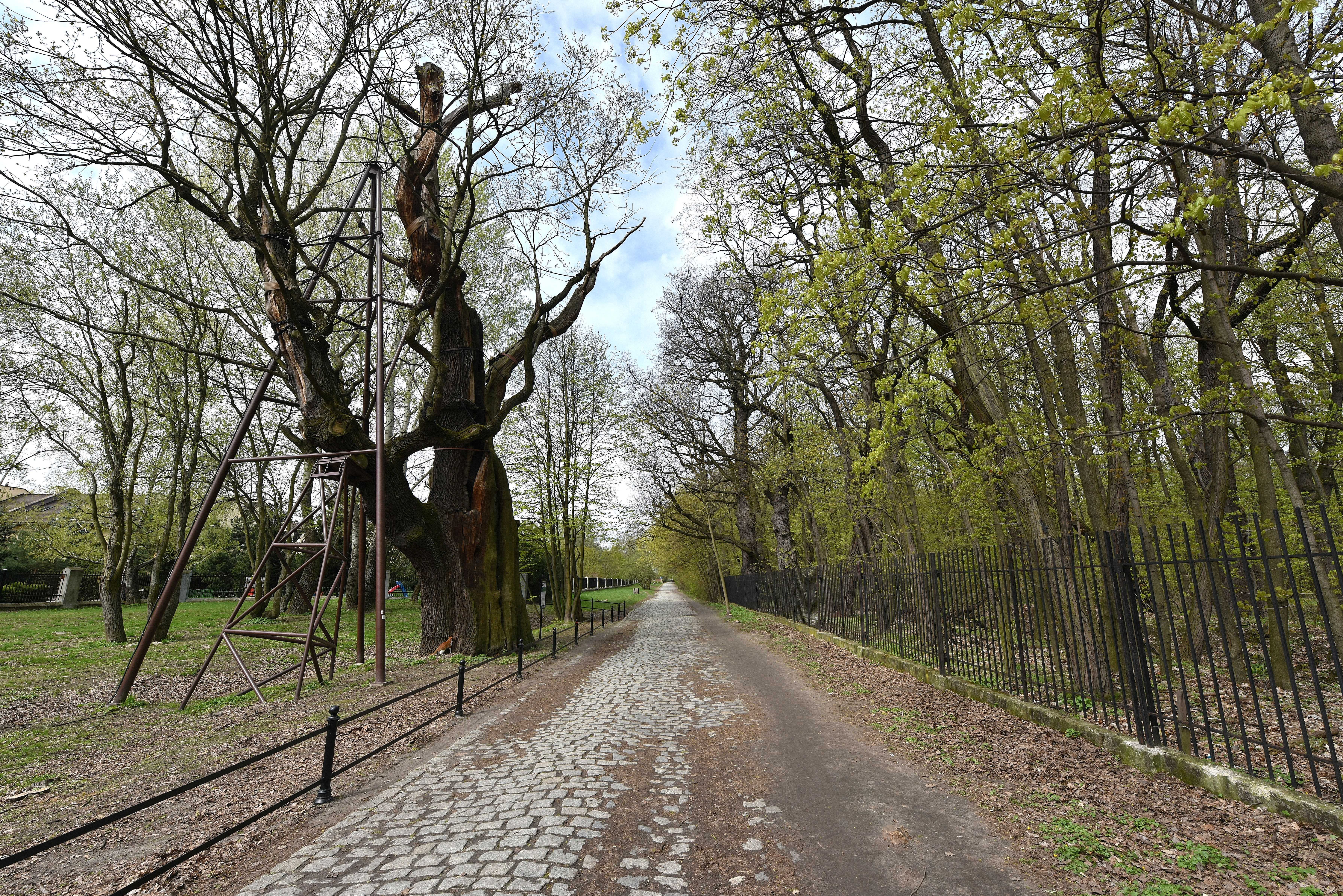
Dąb w perspektywie ul. Nowoursynowskiej
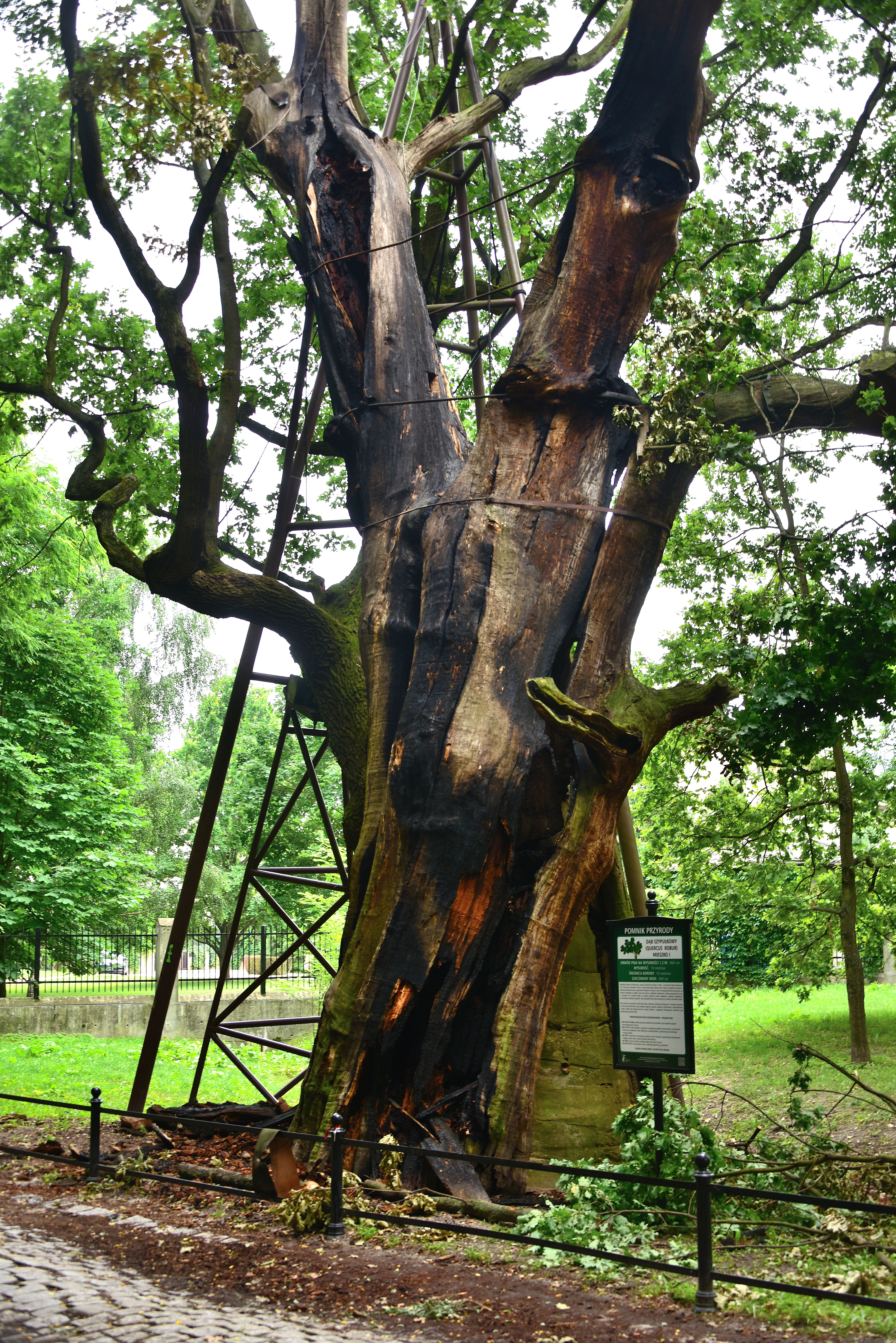
Mieszko I po pożarze w czerwcu 2019